# Lazaros der Bulgare
Lazaros der Bulgare bulg. Лазар Български oder Lazaros der Schäfer oder Lazar der Neue serb. Лазар Нови (* 1774 in Дебел дял bei Gabrowo, Bulgarien; † 23. April 1802 in oder bei Bergama) war ein christlicher Märtyrer. Er wird als Heiliger der orthodoxen Kirche verehrt. Sein Gedenktag ist der 23. April.

## Herkunft
Lazaros wurde in einem bulgarisch-orthodoxen Elternhaus in dem Dorf Дебел дял (rumänisch Debel Deal; engl. Debel dyal) geboren. Seine Heimat bot ihm als Christen kein Auskommen. Auch für eine Ausbildung in der nur 15 Kilometer entfernten Handwerksstadt Gabrowo mit ihren damals immerhin 26 Gewerken wie Schmiede, Messerhersteller, Drechsler, Kürschner, Töpfer oder Seidenraupenzüchter fehlte das Geld zum Eintritt in eine Zunft (Efnafi).

## Auswanderung
Lazaros blieb so nur die Auswanderung als Ungelernter. Durch die Vermittlung rumorthodoxer Christen kam er als Schäfer in das Dorf Soma bei Bergama, das alte Pergamon. Auch heute noch ist die Auswanderung prägend für sein Heimatdorf, dessen Bevölkerung in den letzten Jahrzehnten von 638 auf 77 abgenommen hat, darunter nur noch sieben Personen unter 60 Jahren.

## Martyrium
Eines Tages musste er eine Türkin vor seinen Schäferhunden retten. Diese Frau war über den Vorfall so erbost, dass sie behauptete, Lazaros habe ihr Gewalt antun wollen. Daraufhin wurde er in das Gefängnis gesteckt und viele Tage gefoltert. Schließlich wurde er als Christ vor die Wahl gestellt, entweder den mohammedanischen Glauben anzunehmen, oder aber die Todesstrafe. Der Ağa der Region ließ ihn in der Nacht zum 22. April 1802 grausam foltern, was aber den Glauben des Lazaros nicht erschüttern konnte. Daraufhin wurde am 23. April 1802 das Todesurteil durch das damals entwürdigende Hängen vollstreckt. Lazaros soll sich den Strick selbst umgelegt haben, weil sich die Türken angesichts seines Todesmutes fürchteten.

## Legende
Über seinen Reliquien sollen zahlreiche Wunder geschehen sein.